# Jan Swammerdambrug
De Jan Swammerdambrug (brug 2291) is een vaste brug in Amsterdam Oud-West.
De brug verbindt de Bilderdijkkade (de westelijke oever van de Bilderdijkgracht) met de Tweede Constantijn Huygensstraat. Ze overspant het Jacob van Lennepkanaal. De brug maakt onderdeel uit van een fietsroute, die eind jaren negentig werd aangelegd. De toenmalige route over de parallel lopende Bilderdijkstraat en Eerste Constantijn Huygensstraat met Pesthuysbrug was door het overvloedig verkeersaanbod gevaarlijk geworden voor fietsers. Na het gereedkomen van de brug werd die parallelroute aangepast met separaat liggende fietspaden.
De vernoeming van deze voetgangers- en fietsersbrug is tot stand gekomen na een prijsvraag. Die vernoeming had nogal van voeten in aarde. Eigenlijk kon de naam Jan Swammerdambrug niet, want Amsterdam had al een Jan Swammerdamstraat, die kilometers verwijderd van deze brug ligt in de wijk Watergraafsmeer. Ook de toen geopperde naam van Pesthuisbrug werd afgewezen, vanwege de negatieve connotatie. De naamcommissie kwam met de naam WG-brug, naar het voormalige Wilhelminagasthuis, maar ook die naam sneuvelde. Dat de brug toch de naam Jan Swammerdam draagt is te danken aan het toen nabijgelegen Jan Swammerdam Instituut. Het gebouw werd in 2004 gesloopt (ongeveer gelijk met de naamgeving van de brug), het zou gaan dienen tot woningen en verpleegruimten, maar bleek bij herinrichting te veel asbestcement te bevatten. Ten zuidwesten van de brug staat het rijksmonument WG-plein 500, het voormalige hoofdgebouw van het WG.
Voor een voetgangers- en fietsersbrug is het bouwwerk relatief steil. Op het noordelijk landhoofd is/was geen ruimte voor een talud, terwijl de brug wel een doorvaarthoogte moest krijgen die gelijk was aan bijvoorbeeld de eerder genoemde Pesthuysbrug. Ook vanuit het zuiden kreeg de brug geen aanloop. Bij sneeuw en ijzel is brug dus nauwelijks begaanbaar. De brug is daarbij tevens bijna geheel van staal. De brug vertoont qua uiterlijk enige overeenkomst met de Enneüs Heermabrug, maar dan in enkelvoudige vorm.

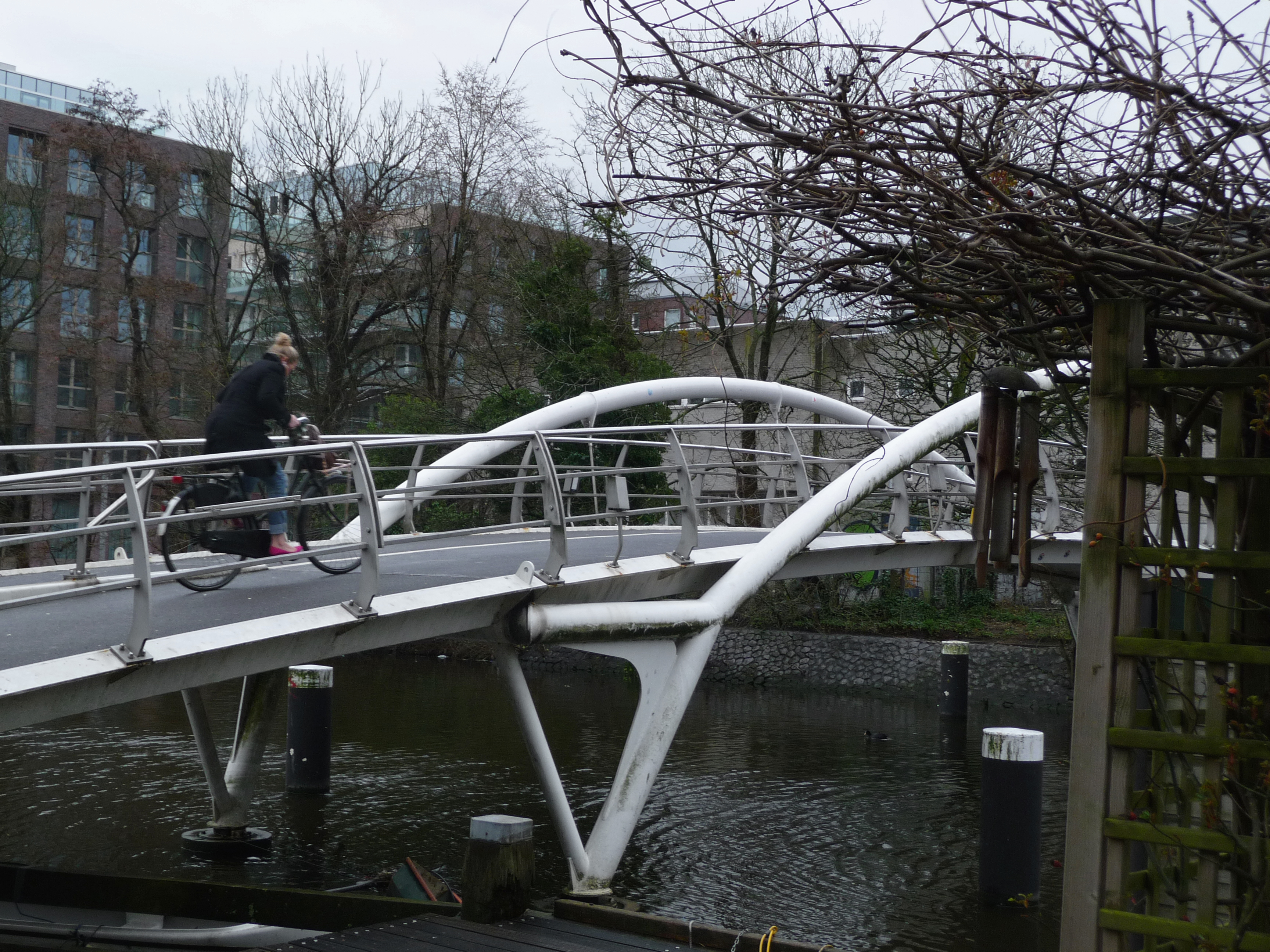
Brug 2991 in 2013